# Gilles Feyel
Gilles Feyel, né en 1942, est un historien français et professeur d'histoire, spécialisé notamment dans l'histoire de la presse écrite en France.

## Biographie
Gilles Feyel, agrégé d'histoire et docteur d'État, est un historien spécialiste de la presse et professeur émérite à l'Université Panthéon-Assas Paris 2 (en 2009),.
En 1994, il soutient la thèse L'Annonce et la nouvelle : la presse d'information et son évolution sous l'Ancien Régime : (1630-1788), qui fera l'objet d'une publication en 2000.
Il fait partie du Conseil d'administration de la Société pour l'histoire des médias depuis sa création en 2000.

## Publications
- Gilles Feyel, La Presse en France des origines à 1944. Histoire politique et matérielle (Ellipses, réédition 2007)[6],[7],[8].
- Gilles Feyel, Dictionnaire de la presse française pendant la Révolution, 1789-1799. La presse départementale. Tome 1, Ferney-Voltaire, Centre international d’étude du XVIIIe siècle, 2005, LVIV-444 pages[9],[10],[11].